# قزلر قلعه دهک
بقایای قزلر قلعه دهک مربوط به دوره هخامنشی - دوره اشکانیان است و در شهرستان اسفراین، بخش مرکزی، دهستان دامنکوه، ۳ کیلومتری شمال روستای دهک واقع شده و این اثر در تاریخ ۳۰ بهمن ۱۳۸۶ با شمارهٔ ثبت ۲۱۱۱۱ به‌عنوان یکی از آثار ملی ایران به ثبت رسیده است.